# المحتال (فلم 1954)
المحتال هو فيلم مصري عرض عام 1954، بطولة فريد شوقي وهدى سلطان، ومن إخراج حلمي رفلة.

## قصة الفيلم
يكتشف برعي حيلة رائعة للاحتيال، حيث يلقي بنفسه أمام السيارات ويبدأ في ابتزاز السائق الذي صدمه، ويأخذ منه الأموال، يدرك برعي أن هذا النوع من العمل أفضل من الوظائف الأخرى التي سبق أن مارسها. يصطدم برعي بسيارة يقودها مدير إحدى الشركات، ويبدأ في ابتزازه، ثم يكتشف أن المدير يخون زوجته، فيهدده بإفشاء سره.

## طاقم التمثيل
- فريد شوقي: (برعي)
- هدى سلطان: (زينب)
- ماري منيب: (فلة)
- عبد الفتاح القصري: (المعلم شحتوفة - والد زينب)
- عبد السلام النابلسي: (بهجت - السكرتير)
- زينات صدقي: (وحايد - الخاطبة)
- سليمان نجيب: (المدير)
- سليمان الجندي: (حسن شحتوفة)
- ميمي شكيب: (زوجة المدير)
- رجاء يوسف: (الراقصة - عشيقة المدير)
- محمود لطفي: (الصايغ)
- عبد الحميد بدوي: (أحد الديانة)
- أحمد بالي: (أحد الديانة)
- أنور زكي: (حافظ - الترزي)
- لطفي الحكيم: (الجواهرجي)
- عبد العظيم كامل: (صاحب معرض السيارات)
- عبد الحليم القلعاوي: (صاحب الملهى)
- عبد المنعم بسيوني: (الجرسون)
- هند رستم: (صاحبة الفستان)
- سعاد أحمد: (صاحبة الأتيليه)
- منير الفنجري: (عبده - السفرجي)
- عبد المنعم إسماعيل: (عبده - حارس العوامات)
- محمد صبيح: (شعبان - المزين)
- ماري باي باي: (زبونة الأتيلية)
- كامل أنور: (تمرجي)
- محمد شوقي: (تمرجي)
- عباس رحمي: (الطبيب)
- محسن حسنين: (السايس)
- أنور الخوام: (رجل الحادثة)
- عبد الغني النجدي: (ساعي الشركة)
- نبيل الزقزوقي: (نبقة - ابن الخاطبة)

## فريق العمل
- إخراج: حلمي رفلة
- قصة: فريد شوقي
- سيناريو وحوار: السيد بدير
- مدير التصوير: محمود نصر
- مونتاج: حسن حلمي "حسنوف"
- إنتاج: أفلام حلمي رفلة
- توزيع: شركة الشرق للتوزيع
- تأليف الأغاني: فتحي قورة
- ألحان الأغاني: محمود الشريف، منير مراد